# Градска библиотека Панчево
Градска библиотека Панчево основана је 1923. године и остварује матичну функцију за осам општина Јужнобанатског округа. Налази се у наменски изграђеном објекту у центру града, где је читаоцима омогућен слободан приступ књигама.

## Историјат
Градска библиотека у Панчеву се помиње 11. октобра 1923. године, а њено оснивање је везано за име Владимира Маргана, познатог јавног и културног радника тог времена. Основни фонд ове библиотеке су чинили поклони грађана. Касније је библиотека пресељена у Магистрат и чинила је са Музејем јединствену целину. Уочи Другог светског рата је Градска (или магистарска, како су је још звали) библиотека имала 8000 књига.
Библиотека је била затворена за време Другог светског рата, да би 1944. године обновила рад. Једна од првих наредби Војне управе за Банат односи се на прикупљање и чување књига. Већ 15. новембра 1944. Библиотека је озваничена као установа, а годину дана касније је отворена за јавност. Директор је био писац и адвокат Миховил Томандл. У то време је бројала 45.820 књига, које су сређиване по интернационалном децималном систему, и била је смештена у згради бивше Српске читаонице. Део њених фондова постале су и књиге некадашње Граничарске библиотеке, Пучке банке и штедионице АД у Панчеву и Библиотеке руске колоније у Панчеву. 
Библиотека се касније сели у зграду Магистрата, а 1975. године добија име Вељко Влаховић. Деведесетих година библиотека враћа ранији назив – Градска библиотека Панчево. Данас је она једна од најбоље очуваних библиотека ове врсте са изузетно вредним фондом.

## Организација библиотеке
Свој рад остварује у оквиру неколико одељења: 
- Одељење за набавку библиотечке грађе и међубиблиотечку позајмицу
- Одељење за каталогизацију и обраду монографских публикација
- Одељење за каталогизацију и обраду серијских публикација
- Позајмно одељење за децу
- Позајмно одељење за одрасле
- Одељење за интерну позајмицу и научни рад
- Одељење завичајног фонда и старе и ретке књиге
- Одељење матичних послова
- Библиографско одељење
- Служба за информатику.

## Издаваштво
Прва књига коју је Библиотека публиковала је Каталог Градске библиотеке у Панчеву: лепа књижевност на српскохрватском, немачком и мађарском језику, 1936. године. У сарадњи са Културно просветном заједницом Панчева, 1965. објављен је зборник песама Осуђени на нежност. Књижевна топографија Панчева, преглед књижевног живота града од краја XVIII до краја XX века, публикована је 2001. у суиздаваштву са Институтом за књижевност и уметност из Београда. Покретање манифестације Мајски дани књиге у Панчеву 2003. године, пратила је одговарајућа брошура објављена наредне, 2004. године.
Од 1975. до 1987. библиотека је издавала Информативни билтен, 2002. године је покренула лист Библи (Ђачке откачене новине) и часопис Читалиште, а током 2009. Панчевачки информатор, посвећен туризму, култури, историји, спорту, омладини, музици и забави. Библи и Панчевачки информатор су у међувремену угашени, а Читалиште и даље редовно излази два пута годишње, у мају и новембру.

## Манифестације
- Мајски дани књиге
- Једна књига, један град[3]

## Библиотека данас
Градска библиотека Панчево поседује велику читаоницу са 110 седишта у којој се одржавају културно-уметнички програми, као и изложбени простор на галерији и у холу. Приступ књигама на позајмним одељењима је слободан. Има око 13.000 активних чланова и располаже са око 200.000 књига. 
На основу годишњег извештаја, фондови Библиотеке су током 2014. године увећани за 5860 књига, а на крају године Библиотека је поседовала 200.021 књигу. У току 2014. године Библиотека је имала 14.282 члана, што представља 18,7% од укупног броја становника.

## Галерија
- Градска библиотека Панчево
- Градска библиотека Панчево
- Градска библиотека Панчево
- Скулптура „Панчевачки читач” испред библиотеке.
- Табла „Панчевачки читач” испред библиотеке.